# Iberis corifolia
Iberis corifolia là một loài thực vật có hoa trong họ Cải. Loài này được (Sims) Sweet mô tả khoa học đầu tiên năm 1826.